# Fallhütte (Roth)
Fallhütte (umgangssprachlich: Fallhaus)  ist eine Wüstung auf dem Gemeindegebiet der Kreisstadt Roth Landkreis Roth (Mittelfranken, Bayern).

## Geografische Lage
Die ehemalige Einöde stand auf freier Flur. Im Westen lag die „Holz-Wiesen“, im Süden die „Steinwiesen“, im Norden die „Dürrenwiesen“ und im Osten eine Gemeindewiese. Heute befindet sich an ihrer Stelle die Reiher- und Adlerstraße, beides Ortsstraßen des Gemeindeteils Kiliansdorf.

## Geschichte
In den Vetterschen Oberamtsbeschreibungen von 1732 wurde der Ort als „Fallhaus“ erstmals schriftlich erwähnt. Gegen Ende des 18. Jahrhunderts gehörte Fallhütte zur Realgemeinde Kiliansdorf. Es gab ein Anwesen. Das Hochgericht übte das brandenburg-ansbachische Oberamt Roth aus. Die Abdeckerei hatte das Kastenamt Roth als Grundherrn. Unter der preußischen Verwaltung (1792–1806) des Fürstentums Ansbach erhielt Fallhütte die Hausnummer 18 des Ortes Kiliansdorf.
Von 1797 bis 1808 unterstand der Ort dem Justiz- und Kammeramt Roth. Im Rahmen des Gemeindeedikts wurde Fallhütte dem 1808 gebildeten Steuerdistrikt Belmbrach und der 1811 gegründeten Ruralgemeinde Belmbrach zugeordnet. In den amtlichen Verzeichnissen nach 1867 wurde der Ort nicht mehr aufgelistet. Auf einer topographischen Karte von 1966 ist die Einzelsiedlung Fallhütte noch erkennbar. Am 1. Juli 1971 wurde der Ort im Zuge der Gebietsreform in Bayern nach Roth eingegliedert.

## Einwohnerentwicklung
| Jahr      | 001818 | 001836 | 001840 | 001861 |
| Einwohner | 4      | 11     | 10     | *      |
| Häuser    | 1      | 1      | 1      |        |
| Quelle    | [ 9 ]  | [ 10 ] | [ 11 ] | [ 12 ] |

## Religion
Die Einwohner evangelisch-lutherischer Konfession waren nach Zu unserer lieben Frau (Roth) gepfarrt.

## Weblink
- Fallhütte in der Ortsdatenbank von bavarikon, abgerufen am 19. August 2021.